# Brozolo
Brozolo (piemontesisch Breuso) ist eine italienische Gemeinde in der Metropolitanstadt Turin (TO), Region Piemont.

## Lage und Einwohner
Brozolo liegt rund 50 km östlich von Turin. Das Gemeindegebiet umfasst eine Fläche von 8,95 km² und hat 444 Einwohner (Stand 31. Dezember 2023). Brozolo hat einen Bahnhof an der Bahnstrecke Chivasso–Asti.
Die Nachbargemeinden sind Verrua Savoia, Brusasco, Moransengo, Robella und Cocconato.

## Geschichte

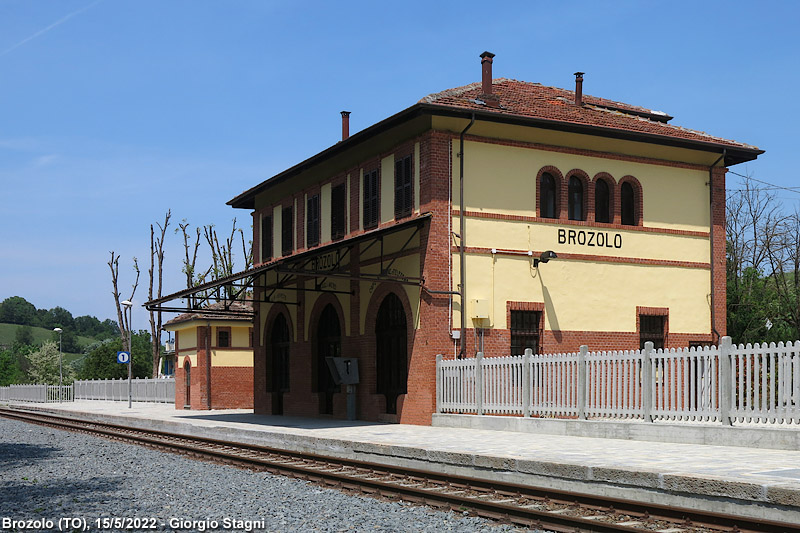
Bahnhof Brozolo

Das erste Dokument, in dem der Gemeindename erwähnt wird, stammt aus dem Mittelalter, einer Zeit, in der Brozolo im Besitz der Markgrafen von Ivrea war. Im 10. Jahrhundert wurde es an das Heilige Römisches Reich unter Otto I. abgetreten. Nach verschiedenen Besitzerwechseln, darunter dem Besitz der Familie Radicati, gelangte Brozolo im 18. Jahrhundert an das Königreich Savoyen.
In der zweiten Hälfte des 19. Jahrhunderts entwickelte sich Brozolo und es entstanden die Weiler Stazione und Fabbrica.
Im Jahr 1927 vereinte die faschistische Politik Brusasco, Cavagnolo, Marcorengo und Brozolo zu einer einzigen Gemeinde, die den Namen Brusasco-Cavagnolo erhielt. Nach dem Krieg löste sich Brozolo 1948 von Brusasco-Cavagnolo und 1957 folgte ihm Cavagnolo, während Marcorengo eine Fraktion von Brusasco blieb.